# 見知らぬ街
『見知らぬ街』（みしらぬまち）は、松本洋子による日本の漫画作品、およびそれを表題作とした漫画短編集。
『なかよし』（講談社）1989年9月号に掲載された。単行本は同社の講談社コミックスなかよしより全1巻。

## 書誌情報
- 松本洋子 『見知らぬ街』 講談社〈講談社コミックスなかよし〉、1990年2月6日第1刷発行、ISBN 4-06-178652-0
  - 表題作のほか、読み切り作品「ようこそミステリーツアーへ」「アは悪魔のア」が同時収録されている。